# Pycnogonum madagascariensis
Pycnogonum madagascariensis är en havsspindelart som beskrevs av Bouvier, E.L. 1911. Pycnogonum madagascariensis ingår i släktet Pycnogonum och familjen Pycnogonidae. Inga underarter finns listade i Catalogue of Life.